# 精河县
精河县（维语：جىڭ ناھىيىسى；拉丁维文：Jing Nahiyisi；新维文：Jing Nah̡iyisi） 是中华人民共和国新疆维吾尔自治区博尔塔拉蒙古自治州所辖的一个县。位於新疆維吾爾自治區西北部，準噶爾盆地西南邊緣，天山支脈婆羅科努山北麓，東鄰烏蘇市，南鄰尼勒克縣、伊寧縣，西鄰博樂市，東北與託里縣相連。縣境東西長約166公里，南北寬約134公里，總面積11 275平方公里。東距烏魯木齊市425公里，西距博樂市100公里。古絲綢之路天山北路（又稱皮毛道）從此經過，是古絲綢之路北道重鎮。

## 歷史
最早的精河為塞種人遊牧地。前185年匈奴擊敗月氏，月氏被迫西遷，月氏因此占據了塞種人的遊牧地。前160年，烏孫西擊月氏，迫月氏南遷，烏孫占據月氏地，精河屬烏孫遊牧地。前60年，漢宣帝在西域設都護府，精河屬西域都護府所轄的烏孫遊牧地。196年，在天山以北開闢一條絲綢之路新北道，又稱「皮毛道」，精河是絲綢之路新北道必經之地。402年，柔然汗國西擊烏孫，烏孫南遷蔥嶺，精河此後為柔然、悅般角逐之地。582年，精河為西突厥汗國領地。
658年，唐滅亡西突厥，精河歸隴右道雙河都督府管轄。756年，葛邏祿人占據準噶爾盆地，精河屬葛邏祿。840年，精河屬喀喇汗王朝管轄。1132年，西遼王朝令喀喇汗臣服，精河屬西遼。1209年，精河歸屬蒙古帝國。1225年，成吉思汗把天山南北路以及阿姆河、錫爾河之間的大片土地分封給次子察合台，精河此後為察合台汗封地。1264年，阿里不哥戰敗於忽必烈，忽必烈在阿力麻里設行中書省，精河屬阿力麻里行中書省。1269年，窩闊台之嫡孫海都舉兵反對元朝，精河為海都所據。1306年，海都死後，其子察八兒降元，察合台後裔都哇盡收其所占察合台汗國領地，精河成為察合台後王封地。1418年至1428年，察合台後王歪思汗率眾從別失八里西遷阿力麻里，明朝此後依其首都稱呼東察合台汗國為「亦力巴里」，精河歸其管轄，明末，西蒙古瓦剌的勢力擴展到天山西部，精河成為瓦剌的遊牧地。1628年，四衛拉特之一準噶爾部稱雄西北，整個北疆地區被準噶爾汗國控制。清初，精河為準噶爾牧場。
1758年，清軍進佔伊犁，將準噶爾併入版圖，該地的一條河被稱為“晶河”，次年在晶河東岸築「安阜城」，設典史1名。1771年1月，舊土爾扈特部自伏爾加河流域啟程回歸新疆。1771年6月到達伊犁。清廷將其分為歸伊犁將軍節制的四路盟，渥巴锡汗族叔父默们图被乾隆帝封為舊土爾扈特西路旗札萨克多罗贝勒，該旗約400戶近3000人在晶河附近放牧，故也稱「晶土爾扈特」。1775年，清廷賜給默们图「乌讷恩素珠克图旧土尔扈特西部盟长 」以及“管理旧土尔扈特部西旗札萨克”印信（「烏訥恩素珠克圖」有忠誠之意）。
1783年，改典史為糧員，隸鎮迪道。1855年，改糧員為巡檢。光绪年间，将晶河改称精河。1888年，置精河直隸廳，隸屬於伊塔道。
1913年，精河廳改為精河縣，先後隸伊塔道、第二行政區、伊犁專區。
1950年1月，中國人民解放軍第一野戰軍一兵團六軍工兵團團部和二營進駐精河。
1954年7月，博爾塔拉蒙古族自治區成立，精河縣隸屬博爾塔拉蒙古族自治區。
1955年2月，博爾塔拉蒙古族自治區改稱博爾塔拉蒙古自治州，精河縣隸屬博爾塔拉蒙古自治州。

## 人口
2020年末，根据全國第七次人口普查数据显示：全县常住人口为125968人。

## 地理
精河县南高北低，自南向北呈扇状坡面。南部山区由婆罗科努山和它的支脉组成，主要有喀拉套山、科古尔琴山、腾格尔达坂山、夏尔尕孜尔山、黑山等。主要农业区处于中部东起托托、西至五台的天山北麓冲积洪积扇组成的山前倾斜平原上，而且主要集中在扇形下部扇缘地带，一般海拔230～440千米。北部为冲积湖积平原，地形平坦开阔，大部分地区水位偏高，多为盐碱沼泽地带，芦苇草木丛生，靠近扇缘地带为耕地和可耕地。艾比湖在扇形下缘最北，湖面海拔189米，仅次于吐鲁番盆地的艾丁湖，是新疆第二低洼处，湖面面积522平方千米。精河河流均发源于南部山区，北流汇入艾比湖或没于戈壁，主要有精河、大河沿子河、阿恰勒河、托托河等。
精河县位于中纬度地带，既受温带天气系统的影响，又受北冰洋冷气团的控制，南亚副热带气流也能翻山越岭影响当地，加之地处亚欧大陆腹地，距海遥远，地势低下，闭塞性大，处在阿拉尔山雨影区，下垫面多为戈壁沙漠。因此，精河县具有日照充足、冬夏冷热悬殊、干燥少雨、多大风等特点，属典型大陆性气候。

## 行政区划
精河县下辖4个镇、1个乡：
精河镇、大河沿子镇、托里镇、托托镇、茫丁乡、阿合其农场和八家户农场。

## 交通
连霍高速和 312国道烏伊段公路、第二條亞歐大陸橋、奎賽高等級公路、北疆鐵路和精伊霍鐵路穿境而過，處在國家兩個一類口岸阿拉山口口岸和霍爾果斯口岸交匯處。

## 資源
精河縣境內礦藏豐富，縣境已發現的礦種有煤、鐵、銅、鉛、鋅、鋁、金、鈹、鈾、螢石、磷、石膏、芒硝、石鹽、白雲岩、石灰岩、花崗岩、脈石英等20多種礦藏。其中石灰岩、鉬礦、磷礦、磁鐵礦、多金屬礦、石英岩、芒硝和池鹽均有一定規模。位於縣境北部的艾比湖有準噶爾盆地的「藍寶石」之稱，經中國科學院青海鹽湖研究所分析，艾比湖鹽礦儲量1.25億噸，氯化鉀200萬噸，芒硝9700萬噸，硼6萬噸，碘400萬噸，溴2萬噸。已探明花崗石儲量5 000立方米，石灰石礦儲量16億噸。石英砂礦儲量達112萬噸（「伊力特」等新疆名酒的酒瓶皆選此為製作原料）。硫酸鎂1.07億噸，鉬礦儲量占新疆總儲量的90%。
野生植物中，天山雲杉、雪嶺雲杉、西伯利亞刺柏、新疆圓柏、疣皮樺、天山樺、白榆等主要分布在海拔2 000米以上山區，其他各種植物主要分布在平原、戈壁、沙漠和湖河岸邊，但也有生長在山區和平原地區的，如楊柳、檉柳以及薔蔥科植物等。較珍貴野生植物有天山雪蓮、烏頭、黨參、當歸、紫草、貝母、麻黃、防風、大力子、肉蓯蓉、車前子等。

## 自然保護區
甘家湖梭梭林國家級自然保護區 1983年成立，2001年6月升級為國家級自然保護區。保護區地處博爾塔拉蒙古自治州東部，地跨精河縣東、烏蘇市西界地帶，西接艾比湖，面積546.67平方千米（其中自治州境內280平方千米）。野生動物約75種（國家重點保護動物10種，自治區級13種）。野生植物70種，其中國家、自治區重點保護植物66種。主要保護對象為國家僅生長於此地的珍稀荒漠樹種白梭梭。 艾比湖濕地自然保護區 2000年6月成立，2007年4月升級為國家級自然保護區。保護區地處自治州西部阿拉山口大風通道區，由湖泊濕地、沼澤濕地及河流濕地組成，被國家列入《中國重要濕地名錄》。保護區三面環山，東北部與古爾班通古特沙漠相連，東西長102.63千米，南北寬72.3千米，面積2 670.85平方千米。保護區內野生動物約257種（國家級保護動物38種，自治區級18種），其中鳥類190種，約100萬隻，占新疆鳥類總數的48%，是鳥類重要的棲息繁殖遷徙地。野生植物52科191屬385種，其中有胡楊、艾比湖沙拐棗、艾比湖樺等國家重點保護植物12種，是新疆內陸荒漠物種最為豐富的區域，植物種類占全疆荒漠植物種類的62%。該保護區是一個集生態保護與生物多樣性為一體的多功能超大型濕地自然保護區。